# Pycnonotus nieuwenhuisii
Pycnonotus nieuwenhuisii е вид птица от семейство Pycnonotidae.

## Разпространение
Видът е разпространен в Бруней и Индонезия.